# شهرستان کوریل (تگزاس)
شهرستان کوریل، تگزاس (به انگلیسی: Coryell County, Texas) یک سکونتگاه مسکونی در ایالات متحده آمریکا است که در تگزاس واقع شده‌است.

## خصوصیات
شهرستان کوریل ۲٬۷۳۷٫۶۳ کیلومترمربع مساحت دارد.